# Harald Gutzelnig
Harald Gutzelnig (* 18. Juni 1956) ist ein österreichischer Autor (EDV-Software und Software-Handbüchern) sowie Mitbegründer und -inhaber des CDA Verlags. Er wohnt in Perg.

## Beruflicher Werdegang
Nach der Ausbildung zum Diplompädagogen an der Pädagogischen Hochschule von 1976 bis 1979 war er bis 1993 Hauptschullehrer in Oberösterreich. Ende der 1980er-Jahre begann er mit der Entwicklung einer Maschinschreib-Lernsoftware und veröffentlichte diese gemeinsam mit einem Handbuch. Es folgte ein Programmierkurs für Turbo Pascal und weitere Buchveröffentlichungen für EDV-Einsteiger. 1995 gründete er gemeinsam mit seiner Ehefrau, Marianne Gutzelnig-Breiteneder, in Perg den CDA Verlag, der sich schwerpunktmäßig mit der Herausgabe und Verbreitung von Computerzeitschriften im deutschsprachigen Raum beschäftigt.

## Werke
- Turbo-Pascal, Eine runde Einführung in die Kunst des professionellen Programmierens. Wolfram’s Fachverlag, 1. Auflage Version 5.5, ISBN 3-925328-02-5, Attenkirchen 1990, 2. Auflage Version 6.0, Attenkirchen 1991, ISBN 3-86033-111-6
- Turbo Pascal Tools, Featuring Turbo enhancement toolkit. Version 1, Systhema-Verlag, München 1989, ISBN 3-89390-134-5, Version 2, Systhema-Verlag, München 1990, ISBN 3-89390-144-2
- As easy as, Das Superkalkulationsprogramm. Systhema-Verlag, München 1991, ISBN 3-89390-907-9
- Etikettenstar. Systhema-Verlag, München 1991, ISBN 3-89390-195-7
- Drucker-Utilities, Schöne Schriften für Nadeldrucker. Systhema Verlag, München 1991, ISBN 3-89390-135-3
- Internationale Shareware-Hits. Systhema-Verlag, München 1991, ISBN 3-89390-370-4
- Harry’s Spaß am Lernen, Mathe-, Deutsch und Vokabeltrainer. Software, Systhema-Verlag, München 1992, ISBN 3-89390-869-2
- PC-Tipp-Trainer. Software, Systhema-Verlag, 1. Auflage München 1991, ISBN 3-89390-129-9, 2. Auflage München 1992, ISBN 3-89390-852-8
- Handbuch zu PC-Schreib. Verlag Rossipaul, München 1993, ISBN 3-87686-605-7
- Turbo-Pascal, Ein Programmierkurs für Einsteiger. München 1992, Deutscher Taschenbuchverlag (dtv) ISBN 3-423-50107-3 und Beck, ISBN 3-406-36807-7
- Internationale Shareware, Marktübersicht und Leitfaden. München 1992, Deutscher Taschenbuchverlag (dtv) 3-423-50116-2 und Beck, ISBN 3-406-36815-8
- TippTop 4.0. Medienkombination (Buch und Software-CD-Rom), Spielend einfach tippen lernen, 24 Lektionen und 26 Crash-Kurse, mit neuer deutscher Rechtschreibung, neues Kurssystem mit Fortschrittskontrolle, Data Becker, Düsseldorf 1999, ISBN 3-8158-6171-3 (Vorgängerversionen ab 1992)
- Peter Weibel (Vorwort), Harald Gutzelnig (Autor), M Derbort (Autor), J Entenebner (Autor), H Gutzelnig (Autor), Clemens Hüffel (Herausgeber), Anton Reiter (Autor und Herausgeber), Alexander Feiglstorfer (Illustrator): Handbuch neue Medien. CDA Verlag, Perg, 1. Auflage 2006, ISBN 3-200-00602-1.